# Krisna gravis
Krisna gravis är en insektsart som beskrevs av Carl Stål 1858. Krisna gravis ingår i släktet Krisna och familjen dvärgstritar. Inga underarter finns listade i Catalogue of Life.